# Nonochamus congoanus
Nonochamus congoanus är en skalbaggsart som först beskrevs av Stefan von Breuning 1935.  Nonochamus congoanus ingår i släktet Nonochamus och familjen långhorningar. Inga underarter finns listade i Catalogue of Life.